# Списький Штврток
Списький Штврток (словац. Spišský Štvrtok) — село в Словаччині, Левоцькому окрузі Пряшівського краю. Розташоване на півночі східної Словаччини в північно-західній частині Горнадської улоговини на південно—західній окраїні Левоцьких гір в долині річки Штврток.
Уперше згадується у 1263 році.

## Пам'ятки культури
- готичний римо-католицький костел з деталями романсу з 13 століття, перебудований у 1693 та 1747 році в стилі бароко, у 1473 році до південної стіни прибудована готична каплиця Запольських,
- будівля монастиря ордену конвентуальних францисканців з 1668 року в стилі раннього бароко, пізніше реставрована.

## Населення
| Рік:            | 1994. | 2004.   | 2014.   | 2024.   |
| --------------- | ----- | ------- | ------- | ------- |
| Кількість осіб: | 2224  | 2339    | 2453    | 2612    |
| Різниця:        |       | +5,17 % | +4,87 % | +6,48 % |

| Рік:            | 2023. | 2024.   |
| --------------- | ----- | ------- |
| Кількість осіб: | 2584  | 2612    |
| Різниця:        |       | +1,08 % |

У селі проживає 2441 осіб.
Національний склад населення (за даними останнього перепису населення — 2001 року):
- словаки — 87,68 %,
- цигани — 6,12 %,
- чехи — 0,26 %,
- поляки — 0,09 %.

Склад населення за приналежністю до релігії станом на 2001 рік:
- римо-католики — 90,89 %,
- греко-католики — 0,57 %,
- протестанти — 0,26 %,
- православні — 0,09 %,
- не вважають себе вірянами або не належать до жодної вищезгаданої конфесії — 8,05 %